# Lecania erysibe
Lecania erysibe är en lavart som först beskrevs av Erik Acharius, och fick sitt nu gällande namn av Mudd. Lecania erysibe ingår i släktet Lecania och familjen Ramalinaceae.  Arten är reproducerande i Sverige. Inga underarter finns listade i Catalogue of Life.